# کلیرلیک ریویرا (کالیفرنیا)
کلیرلیک ریویرا (به انگلیسی: Clearlake Riviera) یک منطقهٔ مسکونی در ایالات متحده آمریکا است که در شهرستان لیک، کالیفرنیا واقع شده‌است. کلیرلیک ریویرا ۱۳٫۵۳۳ کیلومتر مربع مساحت و ۳٬۰۹۰ نفر جمعیت دارد و ۵۳۵ متر بالاتر از سطح دریا واقع شده‌است.